# Wachtberg
Wachtberg est une commune d'Allemagne, située au sud du land de Rhénanie-du-Nord-Westphalie dans l'arrondissement de Rhin-Sieg. En 1969, elle a été formée de 13 villages. Elle est située approximativement à 15 kilomètres au sud du centre de la ville fédérale de Bonn.

## Jumelage
- Canton de La Villedieu-du-Clain (France)

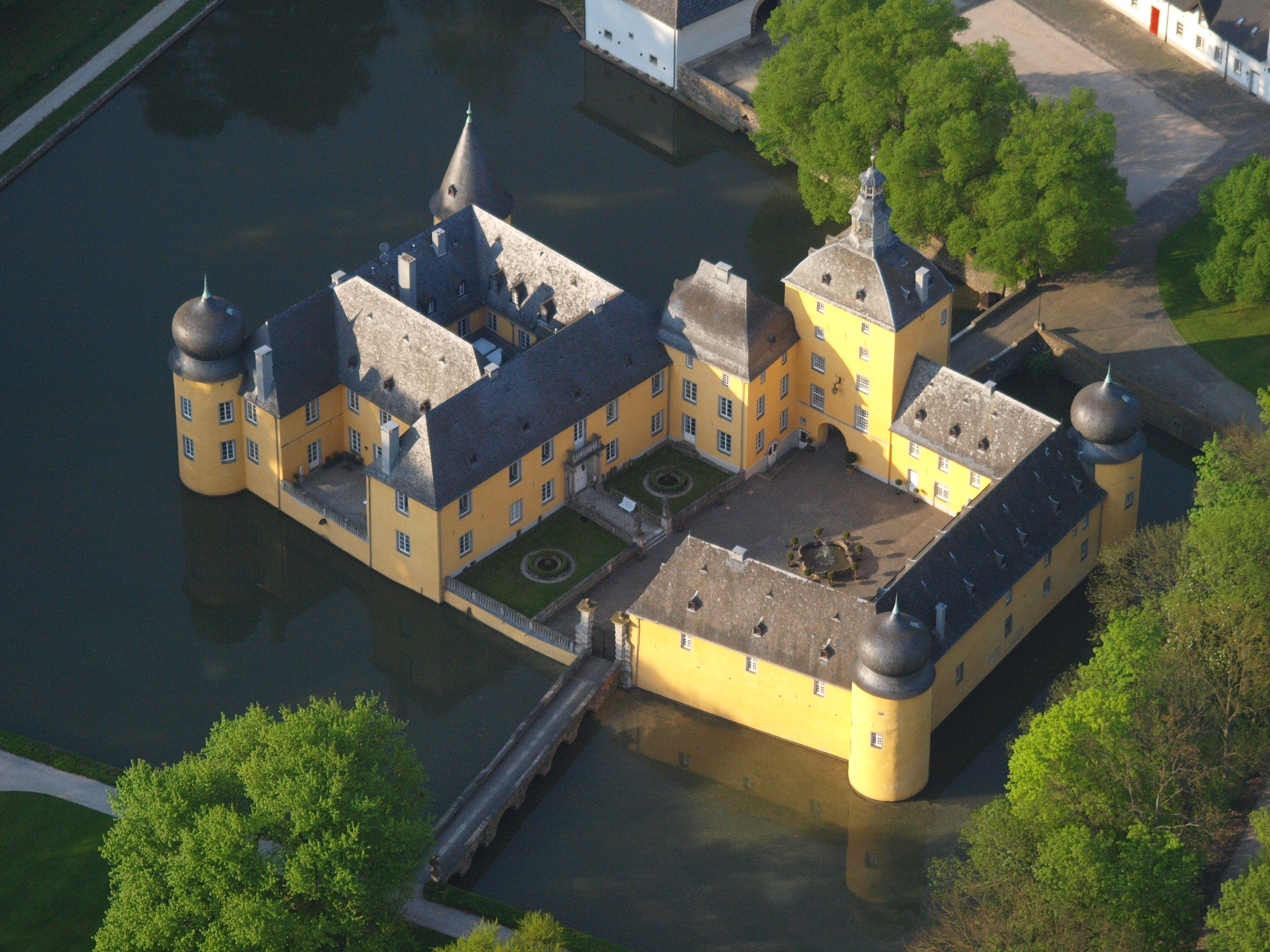
Le château de Gudenau est entouré d'eau.

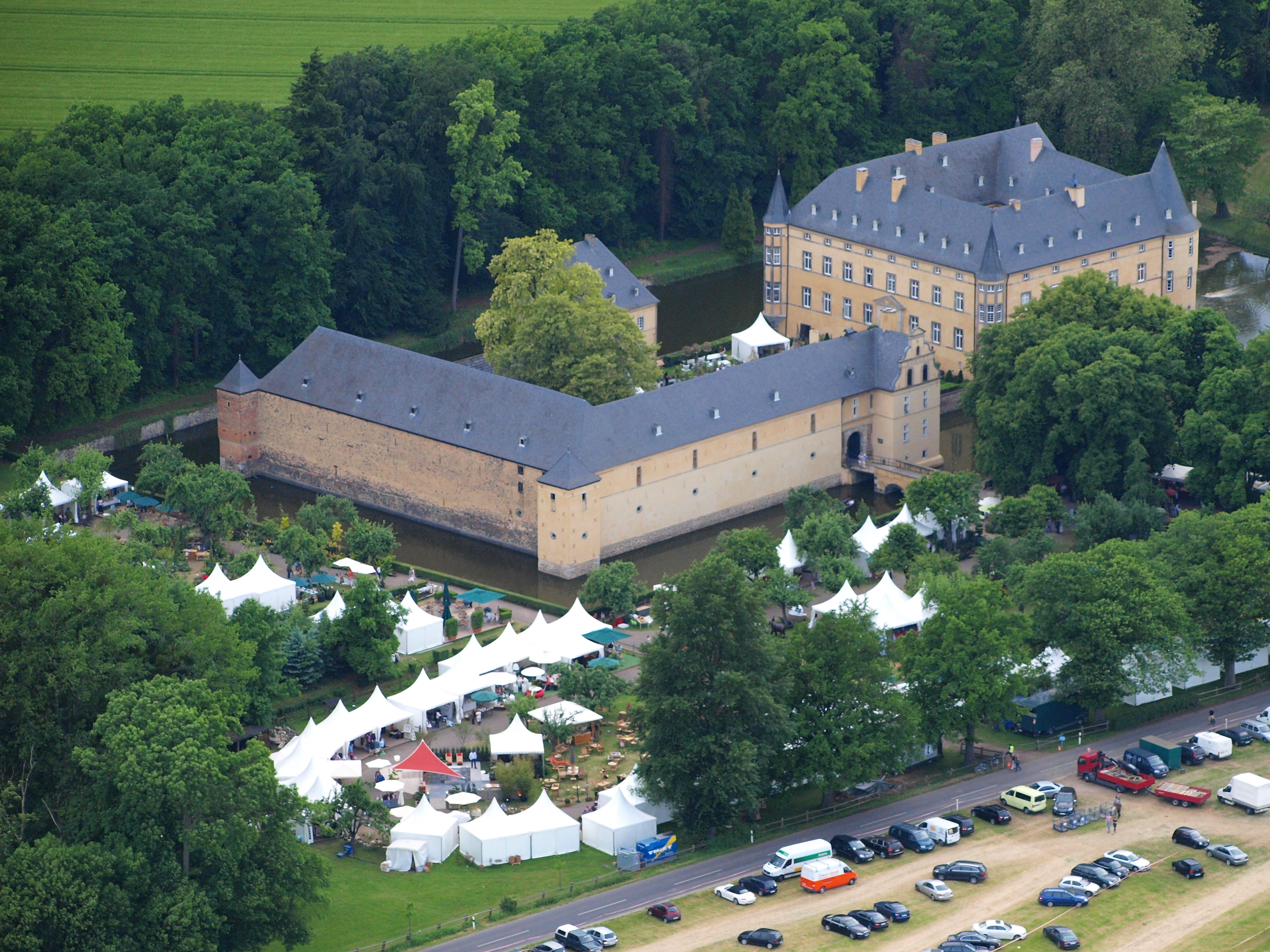
Le château d'Adendorf

- Bernareggio (Italie)